# Heleene Hollas
Heleene Hollas (* 12. Mai 1997 in Estland) ist eine estnische Beachvolleyball- und ehemalige Volleyballspielerin. Sie wurde sechsmal mit der gleichen Partnerin Landesmeisterin im Sand. (Stand: Juli 2025)

## Karriere

### Karriere Halle
Die Mittelblockerin wurde mit Audentes SG/NK Fünfte in der höchsten Liga ihres Heimatlandes und stand in der Vorschlussrunde des estnischen Pokals. Anschließend wechselte sie zu Famila/Võru VK und stand für diesen Verein in den folgenden vier Spielzeiten am Netz. Heraus sprang als bestes Resultat ein dritter Rang in der Meisterschaft. Während der Zeit von 2013 bis 2015 unterstützte die Athletin darüber hinaus noch verschiedene Underage-Nationalteams. Die größten Erfolge im Hallenvolleyball erreichte sie bei ihrem dritten Verein TalTech/Tradehouse, mit dem sie 2018 Vizemeisterin und ein Jahr später zusätzlich Pokalfinalistin wurde.

### Karriere Beach
Zum ersten Mal an einer estnischen Meisterschaft im Sand nahm Hollas 2015 mit Liisa Soomets teil. Nach dem fünften Platz erreichten die beiden bei der U20-Europameisterschaft in Larnaka das Achtelfinale. In den folgenden sechs Jahren standen sie jedes Mal im Endspiel ihrer Landesmeisterschaft, das sie nur 2017 verloren. Eine Saison später belegten sie bei der Studentenweltmeisterschaft den zwölften Platz von 32 Paaren. 2019 gelang ihnen ihr erster internationaler Sieg bei einer East European Volleyball Zonal Association (EEVZA)-Veranstaltung und weitere zwei Spielzeiten danach kam der erste Erfolg bei einem FIVB-Event dazu. Beim Ein-Stern-Turnier in Sofia bezwangen sie im Finale Margherita Bianchin und Chiara They. Bei den Futures 2022 in Cirò Marina sowie 2023 in Corigliano-Rossano und Warschau Wilanów erkämpften sie Finalteilnahmen. Zum obersten Platz auf dem Treppchen reichte es dagegen für Hollas und Remmelg, wie Soomets inzwischen hieß, erst wieder bei der estnischen Meisterschaft.
2024 kamen weitere Endspiele bei den Futures in Baden und Balıkesir hinzu, der erste Sieg bei einem gleichartigen Event gelang den Estinnen eine Saison später in Qingshan. Nachdem sie kurz zuvor die Qualifikation für die Endrunde des Beachvolleyball Nations Cups erfolgreich überstanden hatten, trat Hollas dort zum ersten Mal überhaupt mit einer anderen Partnerin an. Mit Kaira Liina Lukas blieb sie allerdings in allen drei Partien satz- und sieglos. Nachdem der einzige Spielgewinn des anderen estnischen Duos nicht zum Weiterkommen reichte, belegte das Team nur den vierten und letzten Platz im Pool.

## Auszeichnungen
- 2016: Beste Mittelblockerin der Estonian League
- 2018: Beste Mittelblockerin der Estonian League
- 2019: Beste Mittelblockerin der Estonian League[6]

## Familie
Die Sportlerin hat zwei ältere Schwestern und drei jüngere Geschwister. Die Älteste Eliise Hollas wurde sowohl in der Halle als auch im Sand estnische Meisterin. Außerdem gewann sie den Pokal ihres Heimatlandes und die baltische Meisterschaft. Inzwischen arbeitet sie als Physiotherapeutin bei Tartu Ülikool Bigbank. Anett Hollas stand dreimal im Endspiel der Beachvolleyballmeisterschaft und wurde je einmal in der Halle Vizemeisterin und Pokalfinalistin.
Greete Hollas nahm 2016 an der Beachvolleyballeuropameisterschaft der unter Achtzehnjährigen teil und wurde mit Famila/Võru VK Dritte in Meisterschaft und Pokal. Die jüngste Schwester Salme Adeele Hollas studiert derzeit (Stand Juli 2025) am der American University und verstärkt als Sophomore die Eagles je nach Bedarf als Außenangreiferin oder Mittelblockerin. Seit 2023 baggert und schmettert sie außerdem für die A-Nationalmannschaft. Noch etwas jünger ist der einzige Bruder Hendrik Hollas, der für Barrus Võru VK auf dem Spielfeld steht.